# الكسندر مكغوان
الكسندر مكغوان هو سياسي أمريكي، (و. 1817 – 1893 م).